# Pieve di Santa Maria a Piteccio
La pieve di Santa Maria a Piteccio si trova nei dintorni di Pistoia.

## Storia e descrizione
Di antica origine, era un tempo dipendente dalla pieve di Saturnana. Notevole, per il suo interesse storico artistico e per il significato religioso, la cappelletta entrando a destra dove, su un raffinato altare settecentesco ornato da stucchi, due angiolini reggono un ovale contenente una reliquia di sant'Atto.